# Museo al aire libre de Hakone
El Museo al aire libre de Hakone (箱根 彫刻の森美術館, Hakone Choukoku no Mori Bijutsukan) es el primer museo al aire libre de Japón, abierto en 1969 en Hakone en el distrito de Ashigarashimo, en la prefectura de Kanagawa. 
Tiene colecciones de obras de arte hechas por Picasso, Henry Moore, Taro Okamoto, Yasuo Mizui, Churyo Sato, y muchos otros, con más de mil esculturas y obras de arte. El museo está afiliado al Fujisankei Communications Group.
El museo alberga más de 1000 esculturas y presenta arte de Henry Moore, Constantin Brâncuși, Barbara Hepworth, Rokuzan Ogiwara, y Kōtarō Takamura.
Las obras escultóricas del Museo al aire libre de Hakone son alrededor de 120 en exposición permanente en el enorme parque de esculturas.
El museo está dividido en 5 exposiciones interiores y es más conocido por la sala del Pabellón Picasso, que cuenta con alrededor de 300 obras de Picasso. El museo también ofrece esculturas en las que los niños pueden jugar y un baño de pies con aguas termales para los invitados.